# 카르타고군
카르타고군은 고대 세계에서 가장 규모가 큰 군대 중 하나였다. 카르타고 해군이 항상 군사력의 중점이기는 했지만, 카르타고 육군도 기원전 6세기부터 기원전 3세기까지 북아프리카와 이베리아반도 남부 지역의 토착민들에게 카르타고의 힘을 퍼트리는데 중요한 역할을 맡았다. 카르타고의 군사는 또한 사르데냐와 발레아레스 제도에도 확장을 해냈다. 이 확장은 시민군 중심에서 외국인 용병대가 주를 이뤄 구성된 다국적인 군대로 변화하였다.
카르타고군은 경보병, 중보병, 공성 무기, 척후병, 경기병, 중기병과 더불어 전투 코끼리, 전차로 이뤄진 혼합 부대였다. 카르카고군의 최고 지휘권은 초창기에는 기원전 3세기까지 민간 집정관들이 지녔다. 그 이후로는 전문 군인 지휘관이 카르타고 의회로부터 직접 임명되었다.
카트타고군은 시칠리아섬의 지배권을 두고 그리스인들과 싸웠다. 이 접촉은 카르카고의 무기와 전술에 영향을 미쳐, 팔랑크스 대형으로 싸우는 그리스 방식의 호플리테스를 카르타고가 도입하는데 원인이 되었다. 그러나 카르타고의 군사 체계는 포에니 전쟁 동안에 로마 공화국의 군사라는 최대의 난적을 마주했다. 카르타고가 기원전 146년에 로마에게 결국에는 패했지만, 하밀카르 바르카와 그의 아들 한니발의 지휘하에서 카르타고의 군사는 눈에 띄는 성과를 거뒀다.

## 개요

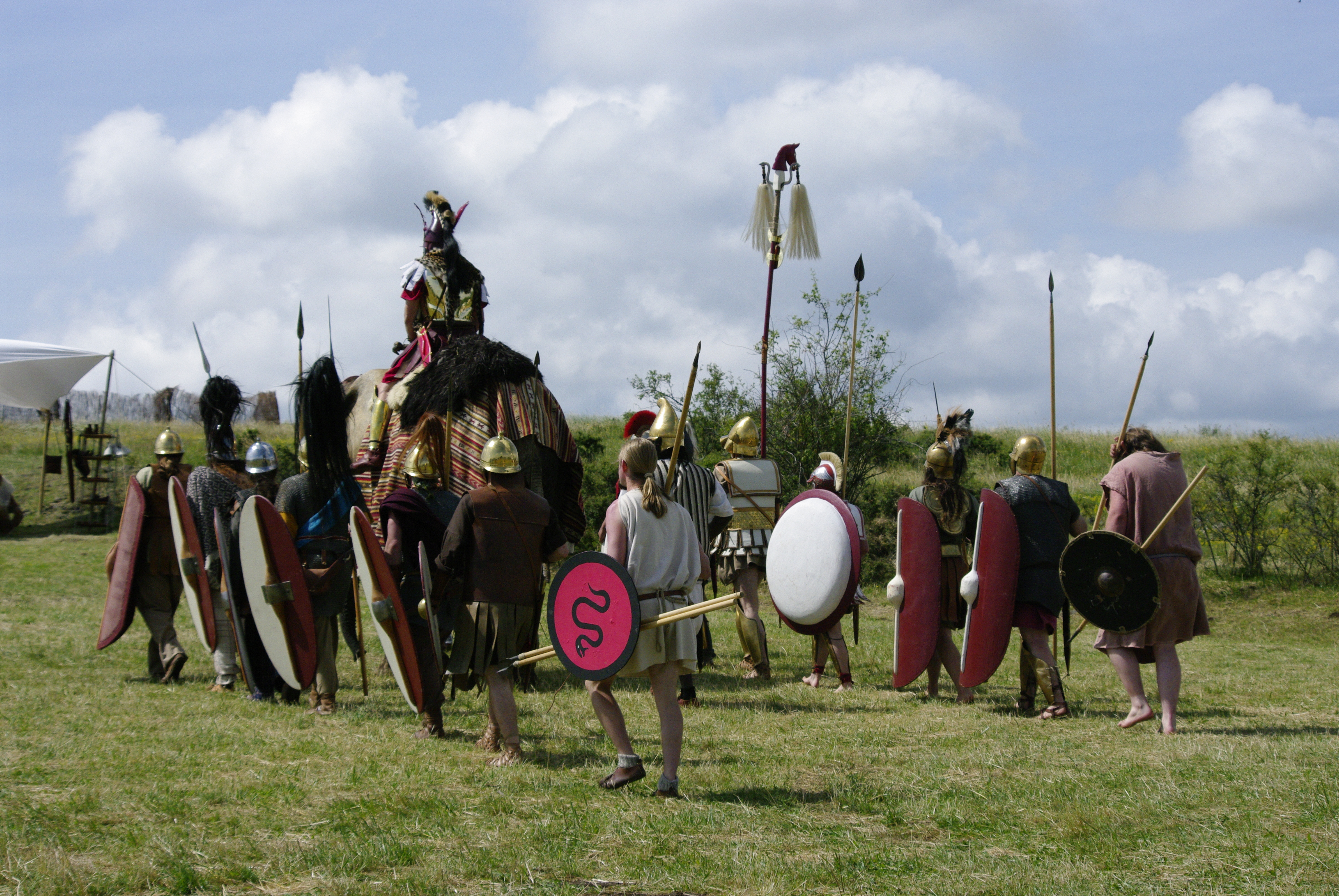
카르타고 군사 부대의 재연

카트라고군의 가장 개성적인 특징은 구성이었다. 동시대의 다른 지중해 국가들과는 다르게 육군은 주로 외국의 용병 부대로 구성한 한편 해군은 시민들을 배치시켰다. 카르타고는 시민군 부대라는 역사 부족을 겪어서, 주로 외국인 부대들로 이뤄진 부대가 필요로 했는데, 이들은 주로 리비아인, 누미디아인, 이베리아인, 갈리아인, 그리스인이었다. 하지만 페니키아인을 기원으로 했기에, 해상 민족이라는 긴 역사를 카르타고에게 주었다. 게다가 해군은 항상 상비군이었던 반면에 육군은 특정 작전을 위해 징집되었다가 그 이후 해산되었다. 오직 카르타고 도시가 위협을 받았을 경우에만 시민들이 보병으로서 징집되었다.
폴리비우스와 리비우스 같은 고대 작가들은 용병 부대에 대한 카르타고의 의존을 강조하는 경향이 있다. 그러나 “용병”이라는 용어를 카르타고 육군 전체에 적용하기에는 오해가 있다. 카르타고가 진정한 의미로 용병을 고용하지 않았는데, 북아프리카인과 이베리안들을 모집하는 카르타고의 관례는 이들이 카르타고의 피정복민이었기에 그런 것이므로 진정한 용병은 아니었다. 또한, 카르타고의 육군은 상호 조약하에서 카르타고를 위해 싸우는 동맹들에서 모집된 이들로 이뤄졌다. 대표적인 예로 누미디아 왕국은 양국의 긴밀한 관계 때문에 상당한 경기병들을 제공했다.

## 역사

### 마고 하의 설립
기원전 550년에 마고 1세가 왕이 되었고 서부 지중해에 군사력 우위를 카르타고에 이룩하기 위해 모색했다. 티레의 모도시에 여전히 경제적으로 의존적이었음에도 카르타고의 평판은 커져가고 있었다. 마고 하에서, 카르타고는 남부 이탈리아의 그리스 도시 국가들에 맞서 북부 이탈리아의 에트루리아인들과 동맹을 맺었는데, 이 동맹은 로마가 에트루리아왕들을 축출할때까지 지속되었다.
마로는 또한 카르타고의 힘을 증대시키기 위해 시라쿠사의 참주 티몰레온의 군대를 모방하는 것을 포함한 여러 차례 군사적 개혁을 실시하였다. 카르타고 군사의 핵심은 징병제로 모집된 시민군 호플리테스 창병들이 형성한 그리스 방식의 팔랑크스였다.
기원전 4세기 동안에 징집할 수 있는 카르타고군의 최대치는 도시를 지키는 원형의 삼중 성벽에 위치한 병영의 수용 인원에서 추측할 수 있는데, 보병 24,000명, 기병 4,000명, 코끼리 300마리로 제시된다. 징집 병력 외에도 상당한 용병 부대와 보조 군들도 고용할 수 있다. 아피아노스는 그리스의 아가토클레스의 침공에 맞서기 위해 카르타고가 모두 보병 40,000명, 기병 1,000명, 중전차 2,000대를 모집했다고 언급했다.

### 용병 부대의 증가
기원전 5-4세기에 많은 카르타고의 시민군들이 전사한 시칠리아 전쟁이 포에니인들의 패배로 끝난 후, 카르타고 의회는 카르타고가 기원전 6세기 이래로 두드러지게 행한 용병 고용이었던 것을 카르타고 육군 장병들을 보충하기 위해 용병군들을 모집하기 시작했다. 기원전 480년 왕 항해자 한노의 통치가 시작할 무렵에 카르타고는 시칠리아의 카르타고 창병들을 보조하기 위해 정기적으로 이베리아인 보병과 발레아레스 투석병들을 고용했고, 이 관행은 기원전 146년에 카르타고가 멸망할때까지 계속되었다.
포에니인 모집관들은 매력적인 용병과 도망 노예들을 찾아 지중해 모든 구석들을 돌아다녔다. 갈리아인, 리구리아인, 누미디아인, 그리스인과 특히 이베리아인들이었고, 이들은 카르타고가 대대적으로 모집했다. 병력들은 단순한 금전 계약과 다른 국가들과 부족들과 맺은 조약을 통해 설립된 협력을 통한 두 가지 방식으로 모집되었다.

### 크산티포스의 개혁
시칠리아섬의 우위를 두고 로마 공화국과의 제1차 포에니 전쟁 기간인 기원전 256년에 집정관 마르쿠스 아틸리우스 레굴루스는 에크노무스 곶 해전에서 카르타고 해군을 패배시키고 아프리카의 카르타고 영토에 로마군을 상륙시켰다. 그후 레굴루스는 카르타고 인근 아디스 전투에서 카르타고 육군에 참패를 가했다. 카르타고는 강화 조약을 하고 싶었음에도, 레굴루스가 요구한 조건들이 너무 가혹하여, 카르타고의 전쟁 지속을 야기하였다.
카르타고는 카르타고 육군을 훈련과 구조 혁신을 책임 맡은 스파르타의 용병 지휘관 크산티포스를 고용했다. 크산티포스는 필리포스 2세 기간에 발전한 마케도니아 육군의 혼합 병력을 도입하였다. 크산티포스는 그의 기병을 용병 보병들이 기병들을 가려주는 양쪽 날개 사이로 나누었고, 중앙에는 급하게 양성된 시민군 팔랑크스 부대를 두었고, 창병 앞에 전투 코끼리 열을 두었다. 이전의 카르타고 지휘관들은 전투 코끼리들을 중앙 팔랑크스 뒤에 두었다.
크산티포스는 또한 카르타고가 로마와 맞설때 탁트인 평야에서 싸우는 것을 피하고 대신에 울퉁불퉁한 지형에서 싸우는 실수를 저지르고 있음을 깨달았다. 이것은 로마의 압도적인 보병들에 대한 두려움에서 비롯된 것이었다. 그런 전술은 카르타고의 강력한 요소들인 기병들과 전투 코끼리들을 제한시켰었다. 울퉁불퉁한 지형은 또한 팔랑크스 대형을 방해했고 좀 더 유연했던 레기온들에게 유리했다. 탁트인 평야에서 교전을 모색하던 크산티포스는 카르타고의 강점들을 최대로 사용하여 기병들과 전투 코끼리들을 통한 공격으로 로마의 진형을 붕괴시켰다.
크산티포스의 지도하에서 개혁된 카르타고 육군은 바그라다스 전투에서 로마군에게 완패를 입혔다.

### 하밀카르 바르카
제1차 포에니 전쟁이 벌어진지 18년이 지난 기원전 247년에 카르타고 의회는 로마 공화국과의 어려움을 겪던 카르타고 육군과 해군의 지휘군을 맡을 하밀카르 바르카를 임명하였다. 기원전 249년에 드레파나 해전에서 승리로 카르타고가 재해권에 우위를 가져갔음에도, 로마가 시칠리아를 통제했다. 이때까지 카르타고는 지주층의 귀족들이 이끌어왔고 그들은 시칠리아에서 로마를 상대로 위협적인 정책을 추구하기 보다는 아프리카에 확장을 하는걸 선호했다. 한노 대왕은 기원전 248년 이래로 아프리카의 군사 작전을 맡아, 기원전 241년까지 상당한 영토를 정복해냈다.
이 당시 카르타고는 장기적인 분쟁으로 긴장 상태를 느끼고 있었다. 시칠리아의 해군과 육군을 유지하는 것과 더불어 아프리카에서 누미디아인과 리비아인들과도 싸웠다. 이에 대한 결과로, 하밀카르에게는 상당히 소규모 병력이 주어졌고, 카르타고 함대도 점타 사라져가며, 기원전 242년부터는 카르타고는 시칠리아에  이렇다 할만한 함선들이 없었다.

## 구조

### 보병

#### 신성대
신성대는 카르타고 육군의 정예 부대였다. 기원전 4세기에 형성된 이래로, 이 부대는 주로 카르타고 귀족 시민들의 자녀들로 구성했다. 이 부대는 평소에는 아프리카 밖에서 교전하지는 않았다. 중무장 창병대인 이 부대는 육군 대형의 가운데 쪽 전투 코끼리 부대 바로 뒤에 배치됐고 용병들과 기병들로 된 양쪽 보조병 날개의 보호를 받았다.
육군에서 보병으로 싸우는 카르타고 시민군의 존재는 카르타고 시민들은 오직 장교나 기병으로 복무했고, 반면 카르타고 보병 부대 상당 수가 용병들과 동맹 지역들 (포에니 식민지 같은)과 피지배 지역의 징집병들로 이뤄진 보조병들로 이뤄졌었기에 흔치 않은 경우였다.
그들의 엘리트 지위와 함께 신성대의 장병들은 카르타고군의 최고 장비들을 받았다. 그들의 무기와 훈련은 긴창, 검, 호플론 방패, 청동 각반, 투구, 가슴받이등 그리스의 호플리테스와 유사했다. 또한 팔랑크스 대형에서 싸웠다. 디오도로스에 따르면  2,500명 정도의 병력들로 이뤄졌다고 한다.

## 카르타고 군사 전통

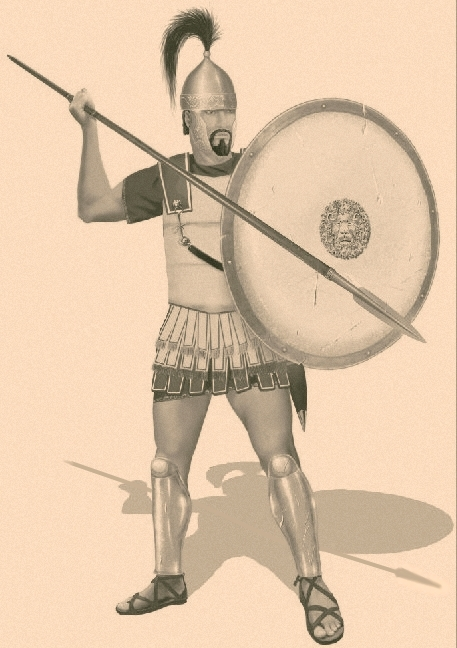
카르타고 호플리테스 (신성대, 기원전 4세기 말)

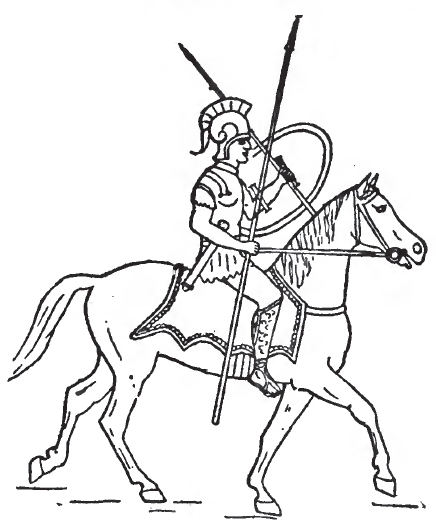

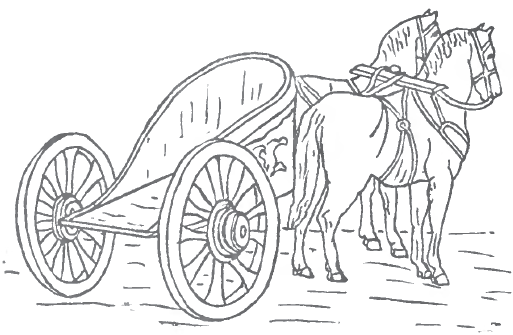

역사가 A, 호이스 (A. Heuss)에 의하면: 
"카르타고 정치 구조가 가진 핵심 문제는 군사적 측면과 관계가 있다." ("Das zentrale Problem des karthagischen Staatslebens ist sein Verhältnis zum Militärwesen.")
카르타고는 페니키아의 도시 티레와 키프로스의 귀족들에 의해 세워졌다. 시작부터 카르타고는 점토와 바다 소금 같은 중요 자원에 접근하기 쉬운 지점에 있는 완전하고 독립적인 도시였다. 그후로 북아프리카의 카르타고는 지중해로 뻗어 나가는 포에니인들의 요람이자 문화적 중심지가 되었다. 카르타고의 군사적 전통은 페니키아의 기원으로부터 보이며 토착민 리비아인과 그리스인들의 영향이 반영되었다.
전통적으로 카르타고는 상인들의 평화로운 도시 혹은 잔혹한 식민지로 여겨졌는데 이 두 이론은 오히려 현대적인 인식에 의존한 것들이다. 카르타고를 향한 거의 모든 연구법은 공통점이 있는데, 그들은 카르타고의 정책을 그 자체로 보지 않고 로마의 구조와 근본적으로 대조를 한다는 것이다. 하지만 카르타고 폴리스는 서부 지중해의 지배권을 수 세기간 유지해왔고 포에니 문화의 영향을 깊숙하게 받은 넓은 영역에 시마키들을 설치하였다. 이것은 북아프리카의 도시화에 매우 중요한 역할을 해주어, 이 지역들에서 서기 5세기까지 포에니어가 사용 가능하였다.
상업과 호전적인 태도가 정반대라는 개념은 계몽주의에서 발생하면 것이며, 고대의 자료에서는 일반적으로 공유된 것은 아니였는데, 베르길리우스가 카르타고에 대해 쓴 아이네이스에서 : 이러한 이유가 카르타고인들이 전쟁에서 영광을 누려 수 세기 동안 쉽게 식량을 얻을 것이다 (sic nam fore bello / egregiam et facilem victu per saecula gentem)라고 하였다. 리비우스는 카르타고가 제2차 포에니 전쟁 이후에도 어느 시기까지는 직업 군인 최소 40,000명을
수용했다고 이미 언급한 바가 있었다. 다른 자료에서는 스파르타와 크레타와 같이 아리스토텔레스의 인구 구성에 속하는 적은 포에니 인구에 고도의 군사 전문성을 언급하는 걸로 해석되기도 한다. 그리하여 카르타고의 군인 정신 영역에 관한 역사가들의 논쟁이 계속되고 있다. 포에니인 군대를 언급한 자료가 드물고 전쟁에서 상대측에 의해 거의 독점적으로 기록되었기 때문에 쉽게 접근 할 수 없다. 카르타고에서 발견된 한 비문은 무역업에 귀족층 계층들의 관여했다는 자료들의 부족이 키운 의문을 입증해준 것으로 보인다. 번역 (포에니어를 번역한 것이며, 자세한 것은 논쟁 중이다)은 돈을 적게 가진 이들 중에 상인들이 존재하고, 반면 생산 시설 소유자들이 돈을 더 많이 가진 자들로 언급된다.
유사한 의문이 포에니 무역인에 대한 유일한 자료가 희곡 포에눌루스였고 그곳에서 카르타고인 다소 공손한 상인들로 등장했기 때문에 초창기에 발생했다. 포에니 문화의 중요한 부분은 신에 대한 그들의 헌신으로 이루어진 것으로 보이며, 그리스 사료에서 “신성대”라고 알려진 그들의 유명한 부대는 그들 시대의 정예 부대로 여겨졌다.

## 카르타고군의 용병

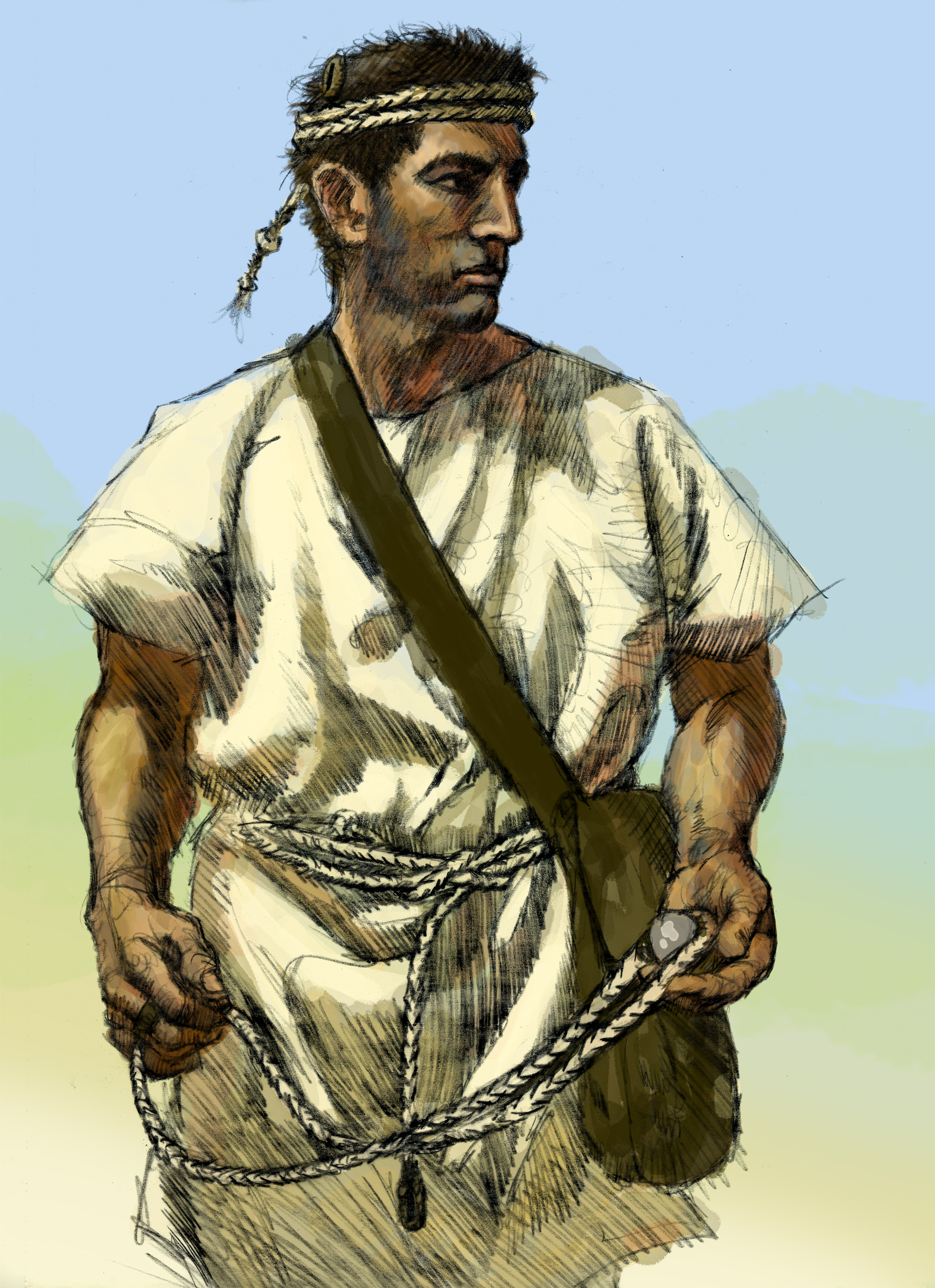
발레아레스 투석병.

폴리비우스 같은 고대 저술가들은 외국인 용병에 대한 카르타고의 의존을 강조하는 경향이 있다. 그러나 ‘용병’이라는 용어를 아프리카와 이베리아 모집병들에 적용하기에는 오해가 있는데; 이들은 카르타고가 지배하는 지역들 출신이기 때문이다. 카르타고가 비록 진정한 의미의 용병들 역시도 고용했음에도, 이들은 로마의 보조병들과 비슷하다고 할 수 있다.
부대는 전문 분야에 대한 기준이기도 했던 민족별로 구분되었다. 한 부대에서는 모국어로 의사 소통이 가능했으며, 그리스인 부대와 포에니인 부대 사이에는 의사소통 도움을 받았다. 폴리비우스에 따르면 이것이 카르타고 군대의 유일하게 기록된 커다란 반란 용병 전쟁 동안에 반란을 유발시켰다고 한다.
이 분쟁을 야기한 원인은 로마를 상대로한 제1차 포에니 전쟁 이후에 용병들의 급료가 1년 넘게 지연 되었기 때문이었다. 급료에 대한 최종적 합의가 이뤄졌을 때, 용병들과 그들의 고용주 사이의 불신이 전쟁을 일으키게 도왔다. ‘용병’들의 가장 큰 부대였던 토착 아프리카인들인 리비아인들은 그들의 전우들이 고향으로 돌아가는 배를 타는 한편 이들은 늦은 급료를 받는걸 거부했다. 그들의 전문적인 지원 무기들을 무력화당한 후, 이것이 급료 없이 자신들을 제거하고 그들의 은을 아끼려는 카르타고의 음모 일 것이라는 두려움이 퍼졌다. 이들의 옛 지휘관 기스코가 카르타고의 진실되고 정직한 의도를 이들에게 보장하기 위해 인질로서 자신의 지인과 다른 귀족 500명급료을 보내겠다고 했음에도 지불 조건이 거부됐다. 용병들과 이들을 지지하는 토착 반군들은 카르타고인들을 목표로 하고 공격하기 시작했고 리비아 토착민들의 봉기를 제촉했다. 현재 사료들에 따르면, 이 전쟁은 특히 잔인한 방식으로 진행되어, 용병들과 반란군을 모두 몰살시키며 3년 후에 끝났다.
카르타고 육군의 전형적인 구성을 정확하게 말하기는 어렵겠지만, 포에니 전쟁에서 이들은 이베리아인, 켈트인 (갈리아인), 발레아레스 투석병, 이탈리아인 (정확히는 리구리아인), 토착 시칠리아 부족민, 누미디아 기병대, 리비아인과 리보페니키아인 (또는 아프리카인이라고 불림), 그리스인, 카르타고와 카르타고의 외부 정착지 출신의 순수 포에니인들이 있었다고 기록되어 있다.

## 형태와 구조
그리스 자료에서 포에니군 지휘관들을 스트라테고스 또는 보이타르크 (boetarch)라 칭했다. 전자는 동시에 군사 총독이 될 수도 있으며, 조약에 서명 할 권한이 있는 것으로 알려져 있다. 분쟁 지역에서 종종 이중 지휘권을 발견하고는 하는데 이러한 모든 스트라테고스식의 방식들이 모든 통치 지방에 관여된 것은 아니었다. 이러한 보직은 카르타고 귀족들이 담당한 것으로 보이며, 자신들의 사병들을 유지하는 것이 합법적으로 허용됐다. 더구나 카르타고의 지배 가문들의 많은 이들이 군대에 복무했다는 증거를 찾으려는 경향이 있다.
특히 고용된 부대는 그들 자체적 명령 구조들을 사용했다. 카르타고는 각각의 부대의 군인들과 계약 협상을 하는 모집관들을 파견했는데, 이들은 그들의 부대가 카르타고 군대에 통합에 관련한 책임을 맡을 장교가 될 수도 있다. 폴리비우스는 용병 전쟁에서 용병들은 그들의 지휘관들에게 급료 지불 요청을 했는데, 그들이 새로운 지휘관을 선출시킬 정도로 큰 좌절을 겪었다고 언급했다. 카르타고군에서 급료는 추가 배분을 책임지고 있는 하위 부대와 함께 부대마다 지급되었다.
현재 카르타고인들이 쓴 카르타고군의 군사 활동에 관한 자료는 없고, 그리스인들과 로마인 작가들만이 남긴 것 밖에 없으며 이 또한 몇 개의 전쟁들에 국한하고 있다.
리비아인들은 경보병과 중보병 둘 다 보급을 했고 카르타고군의 가장 훈련된 부대를 형성했다. 중보병들은 긴 창과 둥근 방패를 들고, 투구와 리넨 흉갑을 갖추고 가까운 위치에서 싸웠다. 리비아 경보병들은 이베리아 경보병들처럼 재블린과 작은 방패를 갖고 다녔다. 이베리아 보병들은 보라색 테두리가 있는 하얀색 튜닉과 가죽 쓰개를 썼다. 이베리아 중보병들은 “안곤” (angon)이라 불리는 단단한 금속 재블린, 긴 형태 방패, “팔카타” (falcata)라고 불린 짧은 베는 용도의 검으로 무장을 하여, 밀집한 팔랑크스 대형으로 싸웠다. 캄파니아인, 사르데냐인, 갈리아인 보병들은 그들의 토착 장비를 들었지만, 종종 카르타고의 장비을 갖추기도 했다. 폴리비우스는 한니발의 리비아 중보병들이 사리사 (파이크)를 장비했다고 언급하지는 않았는데, 다수의 번역들이 longche가 lance (lancea는 본래 투척 무기였다)라는 잘못된 주장으로 인해서 재블린을 뜻하는 그리스어 longche를 파이크로 바꾸었기 때문이었다. 자마 전투에서 마케도니아 풍으로 싸우는 5,000명의 한 부대가 있었다고 언급되기도 했다. 그것이 정확히 무엇을 의미하는지는 명확하지 않다. 마케도니아 방식의 팔랑크스 또는 그 당시 선원들이 꽤나 일반적으로 사용했던 양손으로 쓰는 해상용 장창을 쓰는 병사를 뜻하는 거 일 수도 있으며 플루타르코스에 따르면 로마가 상당수 고용했었다고 한다. 카르타고 보병들이 사리사를 장비했다는 주장은 그리스 원본 자료들을 읽을 수 있는 전문가들에 의해 자연스럽게 주장됐으며, 폴리비우스도 그의 유명한 로마의 보병 체제와 마케도니아 체제 사이를 비교에서 한니발을 피로스 다음으로 언급하면서 확실하지는 못 했다. 파이크 방벽과 혼합군을 운용하는 전략인 마케도니아 체제 구성이었는지는 확실치 않지만, 그럼에도 대다수의 그리스계 제국들은 상당히 관계가 없었던 척후병들이 함께한 그들의 배타적인 민족 그룹이 형성한 파이크 방벽에 극도로 의지했었다. 그 당시 많은 그리스 국가들은 로마인들이 스쿠타리이 (scutarii)라고 부른 투레오포로이와 함께 싸웠고 파이크로 무장한 팔랑크스를 운용하기 위해선 부유함과 인력들이 필요로 했다.
리비아인, 카르타고 시민, 리보페니키나인들은 돌진용 창과 원형 방패를 갖춘 규율이 잘 잡혀있을 뿐만 아니라 훈련된 기병들을 제공했다. 누미디아는 척후 전략에 극도로 특화되고, 몇개의 재블린들과 작은 원형 방패로 무장하고, 안장 또는 굴레 없이 말을 타고 다니는 우수한 경기병들을 제공했다. 이베리이인들과 갈리아인들 역시도 기병들을 제공했는데, 이들은 모두 돌진에 의존했다. 리비아인들은 카르타고를 위해 4마리의 전투마가 끄는 큰 규모의 전차를 제공했는데, 제2차 포에니 전쟁 이전까지 사용됐다. 카르타고인 주도의 동맹 도시들도 카르타고 육군에 기여했다. 카르타고 장교단들이 카르타고군 통수권 모두를 지녔음에도 많은 부대들은 그들의 지도자 휘하에서 싸웠다.
카르타고군은 아프리카내에서와 이베리아 원정 및 가장 유명한 한니발의 이탈리아 침공등의 해외 작전에서 전투 코끼리들을 동원했다. 이 동물들은 아프리카코끼리와 셀레우코스가 사용한 인도코끼리 (elephas maximus) 보다는 작은 둥근귀코끼리  (Loxodonta cyclotis)의 아종으로 여겨지는 오늘날 멸종한 북아프리카 코끼리 (Loxodonta [africana] pharaoensis)였다. 코끼리들은 맞서는 사람들과 말에 두려움을 일으켜, 적의 대열의 틈을 만들어내는 카르타고 기병들과 보병들이 이를 이용하게끔 하는 심리적 병기였다. 현대 학자들은 카르타고의 코끼리들이 교전에서 망루를 갖췄는지에 대한 논쟁을 하고 있으며; 그럼에도 그 주장은 자주 부정되지만, 특정 군사 문서에서 둥근귀코끼리들에 망루를 갖출 수 있고 그랬다는 증거가 나타난다.

## 카르타고 해군

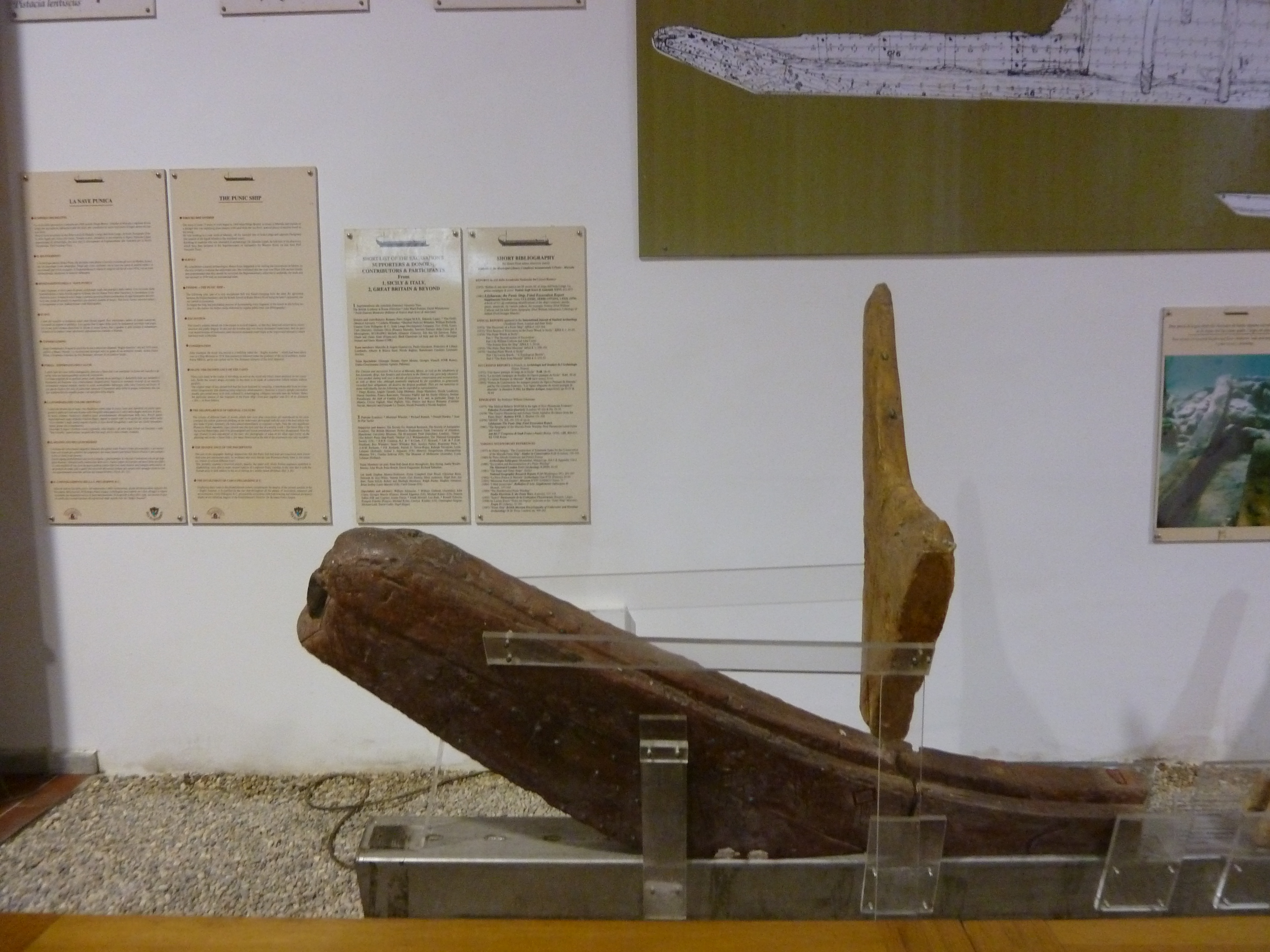
카르타고 배의 뱃머리

폴리비우스는 그의 6번째 역사서에 카르카고인들에 대해 “그들은 다른 어떤 민족들보다 해상 일에 특화되었다”라고 썼다. 전통적인 해군 전술을 통해 이들을 패배시키는게 불가능했던 로마군은 고정된 승선용 다리 코버스 또는 까마귀를 개발하여, 적의 배에 고정을 시킬 수 있게 되었고, 그리하여 로마인들은 카르타고의 배를 차지하거나 가라앉히도록 군사들을 보낼 수 있었다.

### 모집
함대의 선원들과 병사들은 카르타고 하층민들에서 모집되었는데, 이것은 카르타고 해군이 실질적으로 카르타고 시민들이 주로 배치된다는 것을 뜻 했고, 이는 거대한 용병 부대들과는 대조적이었다. 카르타고 해군은 선원들에게 안정적인 직업이자 재정적 보증이었다. 해군은 카르타고 정치 안정에 기여를 하는데 도움을 줬으며, 모집이 되지 않은 이후로는 다른 도시의 빚에 시달리는 가난한 자들은 그들 무리를 개선시키고자 하는 희망으로 혁명 지도자들을 자주 지원하였다.

## 군사 활동
- 그리스-포에니 전쟁, 기원전 600년 - 기원전 265년:
  - 제1차 시칠리아 전쟁, 기원전 480년
  - 제2차 시칠리아 전쟁, 기원전 410년 - 기원전 340년
  - 제3차 시칠리아 전쟁, 기원전 315년- 기원전 307년
- 피로스 전쟁, 기원전 280년 - 기원전 275년, 로마와 동맹
- 제1차 포에니 전쟁, 기원전 264년 - 기원전 241년
- 용병 전쟁, 기원전 240년 - 기원전 238년
- 이베리아 정복, 기원전 237년 - 기원전 218년
- 제2차 포에니 전쟁, 218 BC - 기원전 201년
- 제3차 포에니 전쟁, 149 BC - 기원전 146년

누미디아 전쟁 (기원전 114년 - 기원전 104년)에서 포에니인들과 포에니 기수들의 이름이 로마의 적 중에 있다.

## 참고 문헌
- Ameling, Walter, Karthago: Studien zu Militär, Staat und Gesellschaft, C. H. Beck - Munich, 1993 ISBN 3-406-37490-5
- Charles, M.B. and Rhodan, P. "Magister Elephantorum: A Reappraisal of Hannibal’s Use of Elephants", Classical World 100.4 (2007) 363-89
- Goldsworthy, A, The Punic Wars, Cassell & Co - London, 2000 ISBN 0-304-35284-5
- Grant, Michael, The History of Rome, Weidenfield and Nicholson - London, 1993 ISBN 0-297-81710-8
- Lancel, Serge, Carthage: A History, Blackwell - Oxford, 1997 ISBN 1-55786-468-3
- Liddell Hart, B.H, Scipio Africanus: greater than Napoleon, Da Capo - New York, 1994 ISBN 0-306-80583-9
- Luce, T.J. (tr.), Livy: The Rise of Rome: Books One to Five, OUP - Oxford and New York, 1998 ISBN 0-19-282296-9
- Matyszak, P, The Enemies of Rome: from Hannibal to Attila the Hun, Thames & Hudson - London, 2004 ISBN 0-500-25124-X
- Rance, P, "Hannibal, Elephants and Turrets in Suda Θ 438 [Polybius Fr. 162B] – An Unidentified Fragment of Diodorus", Classical Quarterly 59.1 (2009) 91-111.
- Warry, John (1993) [1980]. 《Warfare in The Classical World: An Illustrated Encyclopedia of Weapons, Warriors and Warfare in the Ancient Civilisations of Greece and Rome》. New York: Barnes & Noble. ISBN 1-56619-463-6.